# 朴珍榮
朴珍榮（1994年9月22日—），藝名：珍榮（韓語：진영），韓國慶尚南道鎮海市出身，韓國男歌手、演員。2012年1月出演KBS電視劇《Dream High 2》，先以演員身份出道；2012年5月以男子團體JJ Project成員出道，擔任說唱手；2014年1月16日以嘻哈男子團體GOT7成員出道，擔任領唱、領舞及形象。
其韓文名字與所屬JYP娛樂公司創立人、製作人朴軫永相同，故在出道初期使用藝名Jr.（讀作“Junior”），取Park Jin Young Jr.（小JYP）之意，後來為了方便粉絲和大眾認讀，曾將藝名改寫為Junior ，2016年8月16日透過個人推特表示將以本名“珍榮”（Jinyoung）開始活動。

## 生涯

### 出道前
朴珍榮於1994年9月生於慶尚南道鎮海市的小島「牛島」，少年時已以清秀的外貌聞名於島上，其家中成員有父母和兩個姊姊。2009年，他參加JYP娛樂第五期公開選秀，與JB組成團體表演並雙雙成為冠軍。經歷約4年的練習生時期，二人於2012年1月出演KBS《Dream High 2》，成為歌手前率先以演員身份出道。

### JJ Project活動
2012年5月24日與JB以雙人團體JJ Project身分出道，發行單曲《Bounce》。2017年7月31日，JJ Project時隔5年多以迷你專輯《Verse 2》再度回歸，除了舞台表演以外，還首度舉辦攝影展。

### GOT7活動
2014年1月7日，JYP娛樂公開了7人新男團GOT7的最後三名成員，珍榮名列其中，成為GOT7成員之一。1月16日正式出道，隊內擔任領唱、領舞及形象。
2015年3月19日起，與隊友BamBam、SHINee的Key和CNBLUE的李正信一起擔任 Mnet《M! Countdown》的固定MC，例行主持大約一年，於2016年3月3日下車。2017年2月5日起，第二度擔任音樂節目主持人，與BLACKPINK的Jisoo及NCT的道英一同擔任SBS《人氣歌謠》的固定MC，2018年2月4日下車。
2019年12月27日，首次擔任KBS年度音樂典禮《KBS歌謠盛典》（KBS歌謠大祝祭）的典禮主持人。

### 演員生涯
2012年1月，珍榮參與演出KBS月火迷你連續劇《Dream High 2》，在以歌手身份出道之前，先以演員身份出道。2013年4月，演出MBC水木迷你連續劇《當男人戀愛時》。2015年5月29日在JTBC金土迷你連續劇《親愛的恩東啊》中扮演男主角的10代時期，精湛的演技受到韓國觀眾的讚賞，韓國歌手星亦特地透過SNS稱讚珍榮，甚至表達希望兒子能長大成為像他一樣的人。
2015年12月21日，媒體報導珍榮將主演以校園暴力為主題的獨立電影《雪花》（台灣翻譯片名為《迷途羔羊》）。拍攝工作於2016年2月3日結束，在完成編輯與後期製作後，4月底於第17屆全州國際電影節（Jeonju International Film Festival，簡稱JIFF）「全州影院計劃2016」首次公開。2016年4月28日，出席全州國際電影節開幕紅毯儀式，進行電影宣傳活動。
2016年11月，演出SBS水木迷你連續劇《藍色海洋的傳說》，飾演男主角李敏鎬的青年時期。該劇由《來自星星的你》編劇朴智恩作家執筆，《主君的太陽》陳赫導演執導，集結李敏鎬、全智賢主演，珍榮在劇中的戲份雖然不多但表現出色，成功吸引觀眾與媒體的視線。
2017年3月1日，首部主演電影《雪花》正式於韓國院線上映。
2017年9月11日，由JYP Pictures製作、珍榮擔綱男主角的JTBC網路劇《魔術學校》首播，以每集15分鐘、全劇共16集的篇幅，於9月29日終映。2018年2月13日起，《魔術學校》正式於JTBC電視台每周一二深夜時段播出。
2019年3月11日，珍榮首次擔任電視劇男主角的tvN月火連續劇《會讀心術的那小子》正式開播。該片由《花遊記》金炳秀導演與《吸血鬼檢察官》楊珍雅作家合作打造，描述只要有肢體接觸就能知道對方秘密的少年，和拼命想要隱藏自己內心傷痛的少女，兩人之間的故事，是一齣超能力浪漫驚悚電視劇。珍榮不僅展現多樣面貌，並隨著劇情發展，以細膩的演技與情感表現力，普遍獲得好評，躋身「演技偶像」之列。
2019年10月，由珍榮擔任男主角配音的韓國自製動畫電影《Princess Aya》於釜山國際電影節（Busan International Film Festival，簡稱BIFF）首映，除出席影展開幕儀式外，並舉辦多場放映會，正式展開宣傳活動。
2019年12月31日，韓國SHOWBOX電影公司宣布珍榮加入由薛耿求、朴海秀主演的諜報電影《夜叉》陣容，該片描述負責海外情報工作、人稱夜叉的情報組長，與進行特別監察的檢察官相遇之後發生的故事，是一部諜報動作片，珍榮飾演情報組員中的老么。
2020年1月3日，繼電影《夜叉》開拍後，珍榮又確認出演tvN電視劇《花樣年華》，該片於4月25日首播，講述的是和初戀重逢後迎來人生第二次花樣年華的愛情劇，由劉智泰和李寶英飾演40代時期的主角，珍榮則飾演20代青年時期的男主角。他也憑藉本劇，獲得2020年亞洲明星盛典（Asia Artist Award）「男子演員人氣獎」及「潛力演員獎」雙重肯定。
2021年1月10日，Dispatch報導，GOT7全體結束與JYP娛樂的七年專屬合約，不續約，但團體活動仍會繼續。1月28日，與李炳憲創立的BH娛樂簽約。
2023年，以電影《失控正義》一人分飾兩角的表現，榮獲第59屆百想藝術大賞電影部門「男子新人演技賞」、投票獎項「TikTok人氣賞」，以及第43屆韓國電影評論家協會獎「最佳新人男演員」。2023年5月8日，進入陸軍服兵役。
2024年11月7日退伍。

## 音樂作品

### 個人音樂作品

#### 迷你專輯
| 專輯 | 專輯資料                                                            | 曲目 |
| ---- | ------------------------------------------------------------------- | --- |
| 1st  | 《Chapter 0: WITH》 - 發行日期：2023年1月18日 - 語言：韓語 - 銷量： | 曲目 1. Animal 2. Cotton Candy 3. Our Miracle (너를 만남이란 기적) 4. Sleep Well (잘 자) 5. Letter (편지) |

#### 數位單曲
| 發行日期      | 歌曲名稱 | 作曲 | 作詞 | 備註     |
| 2021年7月29日 | 《DIVE》 |      |      | 數位單曲 |

#### 原聲帶
| 發行日期       | 影視名稱              | 歌曲名稱                           | 合作歌手               |
| 2012年3月2日   | Dream High 2          | B級人生（B급인생）                 | 鄭珍雲、金志修、姜素拉 |
| 2018年11月15日 | Top Management        | Hold Me（이렇게）                  |                        |
| 2022年6月24日  | 柔美的細胞小將 第二季 | Shining on Your Night（달이 될게） |                        |

#### 有聲書
| 發行日期      | 作品名稱                          | 播放平台         |
| 2018年7月25日 | 《小王子 （页面存档备份，存于）》 | NAVER audio clip |
| 2019年1月27日 | 《皮諾丘 （页面存档备份，存于）》 | NAVER audio clip |

## 影視作品

### 電視劇
| 年份 | 電視台    | 劇名                     | 角色           | 性質           | 日期                                   |
| ---- | --------- | ------------------------ | -------------- | -------------- | -------------------------------------- |
| 2012 | KBS       | 《Dream High 2》         | 鄭義峰         | 男配角         | 2012年1月30日—2012年3月20日            |
| 2013 | MBC       | 《當男人戀愛時》         | 多利（英碩）   | 男配角         | 2013年4月3日—2013年6月6日              |
| 2015 | JTBC      | 《親愛的恩東啊》         | 朴賢秀／池恩浩 | 男主角（少年） | 2015年5月29日—2015年7月18日            |
| 2016 | SBS       | 《藍色海洋的傳說》       | 許俊宰／金聃齡 | 男主角（少年） | 2016年11月16日—2017年1月25日           |
| 2019 | tvN       | 《會讀心術的那小子》     | 李安           | 第一男主角     | 2019年3月11日—2019年4月30日            |
| 2019 | tvN       | 《請融化我吧》           | 張宇信         | 特別出演       | 2019年11月10日                         |
| 2020 | tvN       | 《花樣年華－生如夏花》   | 韓材炫         | 男主角（青年） | 2020年4月25日—2020年6月14日            |
| 2021 | tvN       | 《惡魔法官》             | 金佳溫         | 第二男主角     | 2021年7月3日—2021年8月22日             |
| 2021 | tvN       | 《柔美的細胞小將》第一季 | 劉八筆         | 主要角色       | 2021年10月9日(第八集起)—2021年10月30日 |
| 2022 | tvN       | 《柔美的細胞小將》第二季 | 劉八筆         | 男主角         | 2022年6月10日-2022年7月22日            |
| 2022 | JTBC      | 《財閥家的小兒子》       | 申庚敏         | 特別出演       | 2022年11月18日                         |
| 2024 | Netflix   | 《炸雞奇遇記》           | 柳泰英         | 特別出演       | 2024年3月15日                          |
| 2025 | Channel A | 《魔女》                 | 李東鎮         | 主演           | 2025年2月15日—2025年3月16日            |
| 2025 | tvN       | 《未知的首爾》           | 李昊洙         | 主演           | 2025年5月24日—2025年6月29日            |
| 2026 | JTBC      | 《閃亮》                 | 延泰伍         | 主演           |                                        |
| 2026 | tvN       | 《100日的謊言》          |                | 主演           |                                        |

### 電影
| 上映日期 | 片名                        | 角色           | 性質        |
| -------- | --------------------------- | -------------- | ----------- |
| 2016年   | 《雪花》                    | 趙珉植         | 男主角      |
| 2019年   | 動畫《Princess Aya》        | Prince Bari    | 男主角配音  |
| 2022年   | 《夜叉：浴血諜戰》          | 正大           | 配角        |
| 2022年   | 《》                        | 朱日祐、朱月祐 | 男主角      |
| 2025年   | 《異能5：死了一個超人以後》 | 永春           | 主演 (青年) |

### 網路電視劇
| 年份   | 平台       | 劇名                     | 性質   | 角色   | 集數 |
| ------ | ---------- | ------------------------ | ------ | ------ | ---- |
| 2015年 | 優酷、土豆 | Dream Knight《玩偶騎士》 | 男二   | Jr.    | 12集 |
| 2017年 | JTBC       | 《魔術學校》             | 男主角 | 李國家 | 16集 |

### 音樂錄影帶（MV）
| 發布日期      | 歌曲名稱                         | 歌手       |
| ------------- | -------------------------------- | ---------- |
| 2010年9月13日 | Tasty San （页面存档备份，存于） | San E      |
| 2014年8月13日 | Feel （页面存档备份，存于）      | 俊昊       |
| 2015年10月6日 | SPEED UP （页面存档备份，存于）  | Melody Day |

## 綜藝作品

### 廣播節目
- 2014年 《Younha的閃耀星夜》（2月5日），與JB、Mark、Jackson、榮宰、BamBam
- 2014年 SBS Power FM《朴素賢的Love Game》（2月16日），與BamBam
- 2014年 《李素拉的歌謠廣場》（7月4日），與JB、榮宰、有謙
- 2014年 KBS Radio《Kiss The Radio》（7月17日、24日），與有謙
- 2016年 KBS Cool FM《Kiss The Radio》Special DJ（6月3日），與榮宰
- 2017年 KBS Cool FM《Kiss The Radio》Special DJ（10月23-26日），與榮宰
- 2018年 KBS Cool FM《Kiss The Radio》Special DJ（1月15日），與榮宰
- 2020年 MBC Radio《IDOL RADIO》（5月18日），與BamBam、元弼、度雲

### 主持

#### 固定主持
- 2015～2016年 Mnet《M! Countdown》（2015年3月19日－2016年3月3日），與Key（SHINee）、李正信（CNBLUE）、BamBam
- 2017～2018年 SBS《人氣歌謠》（2017年2月5日－2018年2月4日），與Jisoo（BLACKPINK）、道英（NCT）

## 寫真書
- 2019年《Hey Guys》PHOTOBOOK in JEJU
- 2020年《HEAR , HERE》PHOTOBOOK in TAIPEI

## 演唱會/見面會

### 見面會
- 「會讀心術的那小子」朴珍榮曼谷粉絲見面會

| 日期'         | 城市     | 舉行地點                 |
| ------------- | -------- | ------------------------ |
| 2019年7月21日 | 泰國曼谷 | Union Hall 2, Union Mall |

### 演唱會
- 2023 PARK JINYOUNG FANCONCERT 'RENDEZVOUS': Secret meeting between you and me

| 日期'            | 城市         | 舉行地點                    |
| ---------------- | ------------ | --------------------------- |
| 2023年1月28-29日 | 首爾         | BLUE SQUARE Mastercard Hall |
| 2023年2月18-19日 | 泰國曼谷     | Union Hall 2, Union Mall    |
| 2023年2月26日    | 菲律賓馬尼拉 | New Frontier Theater        |
| 2023年2月28日    | 臺灣台北     | Zepp New Taipei             |

## 獎項榮譽
| 年份 | 頒獎典禮                                     | 獎項                          | 作品               | 結果 |
| ---- | -------------------------------------------- | ----------------------------- | ------------------ | ---- |
| 2017 | 第53屆百想藝術大賞                           | 男子人氣獎                    | 雪花               | 提名 |
| 2017 | 12th Max Movie Awards                        | Rising Star Award             | 雪花               | 提名 |
| 2019 | 新加坡 星和璀璨星光夜 Starhub Night Of Stars | 星和觀眾最喜愛韓劇男角色獎    | 會讀心術的那小子   | 獲獎 |
| 2020 | 亞洲明星盛典（Asia Artist Award）            | 男子演員人氣獎                | 花樣年華－生如夏花 | 獲獎 |
| 2020 | 亞洲明星盛典（Asia Artist Award）            | 潛力演員獎（Potential Award） | 花樣年華－生如夏花 | 獲獎 |
| 2020 | 2020 TVING Awards 電視劇部門                 | 化學效應第一 (與全少妮)       | 花樣年華－生如夏花 | 獲獎 |
| 2023 | 第59屆百想藝術大獎                           | 電影部門 男子新人演技賞       | 失控正義           | 獲獎 |
| 2023 | 第59屆百想藝術大獎                           | TikTok人氣獎                  | 不適用             | 獲獎 |
| 2023 | 第43屆韓國電影評論家協會獎                   | 最佳新人男演員獎              | 失控正義           | 獲獎 |